# Бирюза
Бирюза́ (от тадж. فیروزه — «фирӯза» — «камень счастья», или перс. پیروز‎ — пируз — «одерживающий победу») — минерал, гидратированный фосфат алюминия и меди CuAl6[PO4]4(OH)8·5H2O, с древних времён являющийся одним из самых популярных поделочных и полудрагоценных камней.
Минерал имеет триклинную сингонию, триклинно-пинакоидальный вид симметрии.
Самый большой зарегистрированный в книге рекордов Гиннесса кусок бирюзы имел длину 1,03 метра, высоту 1,06 метра, ширину 26 сантиметров и вес 225 килограммов.

## Происхождение названия
Название минерала в большинстве европейских языков заимствовано из французского turquoise: pierre turquoise, что означает «турецкий камень». Бирюза добывалась в месторождениях Хорасана — исторической провинции Ирана — и доставлялась оттуда в Европу по Великому шёлковому пути через Турцию, почему и ассоциировалась с этой страной.
В русском языке и некоторых тюркских (тат., башк. фирүзә) название произошло от тур. piruzä, fīrūza из перс. pīrōze, авест. *paitiraōčah-.
Бирюза была прежде известна также под именем калаита или каллаита (самое старое европейское название бирюзы). Разновидность, богатая железом, именуется рашлеитом, а ферридоминантный аналог бирюзы чаще всего встречается под названием халькосидерита.:480 До середины XIX века в европейской минералогии бирюза по признаку доминантного цвета наряду с лазуритом, азуритом, лазулитом и гаюином входила в число так называемых «азурных шпатов».:571-572

## Свойства
Цвет от ярко небесно-голубого или голубовато-синего до голубовато-зелёного и блекло-зелёного. Непрозрачный. Цвет порошка белый. Блеск слабый, восковой. Твёрдость 5—6, плотность 2,6-2,8. Дисперсия отсутствует. Плеохроизм слабый. Люминесценция обычно отсутствует, иногда беловатая, голубоватая. Двупреломление +0,054.
Состав (%): 37,60 — Al2O3; 9,78 — CuO; 34,90 — P2O5; 17,72 — H2O.
При прокаливании буреет и трескается (чем отличима от большинства подделок), растворим в соляной кислоте.

## Формы нахождения
Бирюза обнаруживается в скрытокристаллических плотных массах, прожилках в виде мелких округлых вкраплений, образуя округлые бугорчатые конкреции гроздевидных форм. На срезе часто видна с характерными сетчатыми ветвящимися жилками чёрного или бурого цвета («паутинная бирюза»).

## Происхождение и распространение

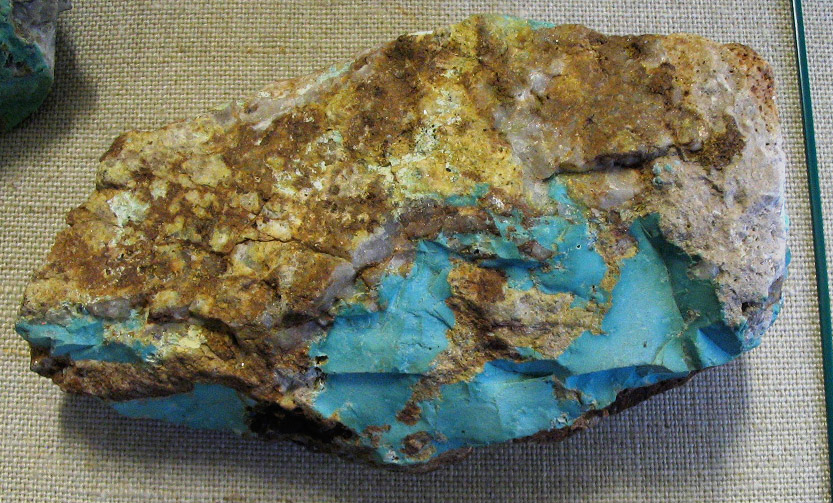
Крупный образец бирюзы со вкраплениями кварца

Образование бирюзы обычно связано с гипергенными или низкотемпературными (180—80 °C) гидротермальными процессами. Также проявления бирюзы связывают с зонами вторичного изменения медных месторождений.

### Распространение минерала
Бирюза издревне была популярным камнем и высоко ценилась, она была и остаётся в числе первых поделочных камней. Её месторождения многочисленны, но их запасы, как правило, невелики, вследствие чего целевая добыча натурального сырья обходится довольно дорого. Центры добычи бирюзы известны во многих древних цивилизациях, а некоторые старинные копи действуют и сейчас. Однако значительная часть натуральной бирюзы сегодня добывается на крупных медных месторождениях как побочный продукт, в частности в США.

## Месторождения
Основные месторождения — США, Иран, Египет (в осн. Синайский полуостров), Узбекистан, Чили, Аргентина, Казахстан, Перу, Китай, Австралия, Замбия, Танзания, Таджикистан, Армения, Туркменистан, Афганистан, Мексика, Индонезия, Канада.

### Египет(Синай)
Древнейшее известное месторождение бирюзы было обнаружено на Синайском полуострове за 3—4 тысячелетия до нашей эры в шести днях пути верблюжьего каравана от Суэца — именно с этих месторождений, куда древнеегипетскими фараонами посылались тысячи рабов, начался культ бирюзы. По другим данным добыча бирюзы на Синае началась ещё в 6000 г. до н. э. На Синае 6 шахт по добыче бирюзы, самыми важными из которых считаются Серабит-эль-Хадим и Вади-Магара.
Местные бедуины вели добычу бирюзы на Синае еще со времен палеолита. Опосредованная (через покупку у местных жителей) добыча бирюзы и меди древним Египтом в южном Синае шла с позднего додинастического до раннего династического периода, прямое египетское присутствие в Вади-Магаре началось при третьей династии и продолжалось при древнем, среднем и новом царстве, а посещение рудокопами Серабит-эль-Хадим продолжалось и после нового царства уже в римский период.
Синайские рудники были заброшены с упадком Древнего Египта, затем добыча возобновилась Древним Римом в 105 г. н. э., а в Средние века рудники были снова заброшены. В настоящее время в Серабит-эль-Хадем и Вади-Магара добыча бирюзы имеет незначительный объём. В Серабит-эль-Хадеме остались незначительные запасы бирюзы, а в Вади-Магара бедуины продолжают её добычу.

### Иран
Знаменитая голубая бирюза добывается в Иране в районе города Нишапур (треть мировой добычи бирюзы). Добыча бирюзы в Иране в последнее время уменьшилась: если в начале 70-х годов она достигала 300 тонн, но сейчас не превышает 30 тонн в 2010 году.

### США
Первое место по добыче бирюзы в последнее время заняли США с месторождениями в Нью-Мексико, Аризоне, Неваде, Колорадо и Калифорнии.

## Бирюза в Исламе
В Исламе бирюза — один из камней, ношение которого считается желательным. Для мужчин желательным является ношение серебряного перстня, обычно с камнем одного из нескольких видов (на выбор), причём среди предпочтительных вариантов, называются, в частности, агат и бирюза:

Передаёт Абдульмумин Ансари: "Я слышал, как Имам Садик, да будет мир с ним, сказал: «Не обеднеет рука, на которую надет перстень с бирюзой».— 

## Применение

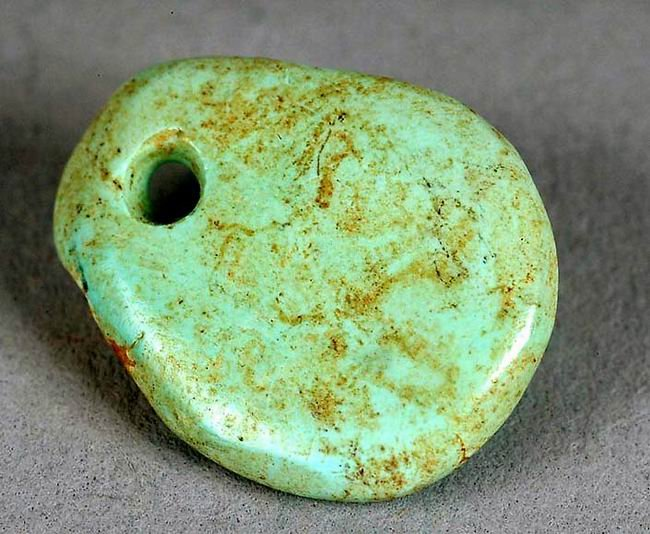
Мягкое сияние бирюзы было известно во многих культурах античного мира.

Традиционный и очень популярный полудрагоценный поделочный камень широко используется в ювелирном деле. Обрабатывается, главным образом, кабошоном. В старину бирюзу иногда заменяли не менее ярко окрашенным минералом голубого цвета — хризоколлой.:250

### Обработка бирюзы
Обрабатывается кабошоном или в виде пластин для вставок. Бирюза высокого качества легко шлифуется, хорошо полируется и надолго сохраняет свой первоначальный цвет. С античных времён изделия из бирюзы невысокого качества слегка смазывали смолой или воском, чтобы придать пористой матовой поверхности глубину и сияние, повысить стойкость к воде и прочность.

### Имитации и подделки

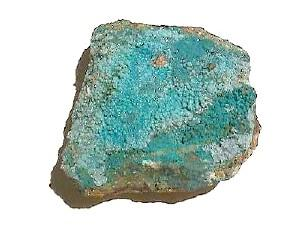
Некоторые натуральные сине-зелёные материалы, такие, как хризоколла с кварцем, иногда путают с бирюзой, или используют в имитациях

Первыми, кто научился имитировать бирюзу, были египтяне.
Позже появились подделки из цветного стекла, фарфора; из кости, пропитанной солями меди, окрашенные пластические массы (сначала — галалит и целлулоид), и другие простые имитации.
Голубой и синий материал разных тонов иногда измельчали в порошок и затем прессовали вместе с порошком или крошкой натуральной бирюзы, добиваясь «природной» неоднородности камня.
Сегодня в торговую сеть поступает преимущественно искусственная бирюза. Она изготавливается из алюмофосфатов меди, из окрашенных синтетических пластмасс и керамических материалов с красящими добавками (иногда в качестве добавок используются отходы натуральной бирюзы), а также имитацией служит хризоколла, варисцит и покрашенный в голубой цвет говлит.